# Regionalliga Nord-Est
Pour les autres significations, voir Regionalliga Nord-Est (1994-2000).
La Regionalliga Nord-Est (en allemand : Regionalliga Nordost) est l'une des cinq séries qui composent le championnat allemand de football de quatrième division, depuis la saison 2012-2013.
La Regionnaliga se situe entre 3. Liga et les Oberligen.

## Histoire

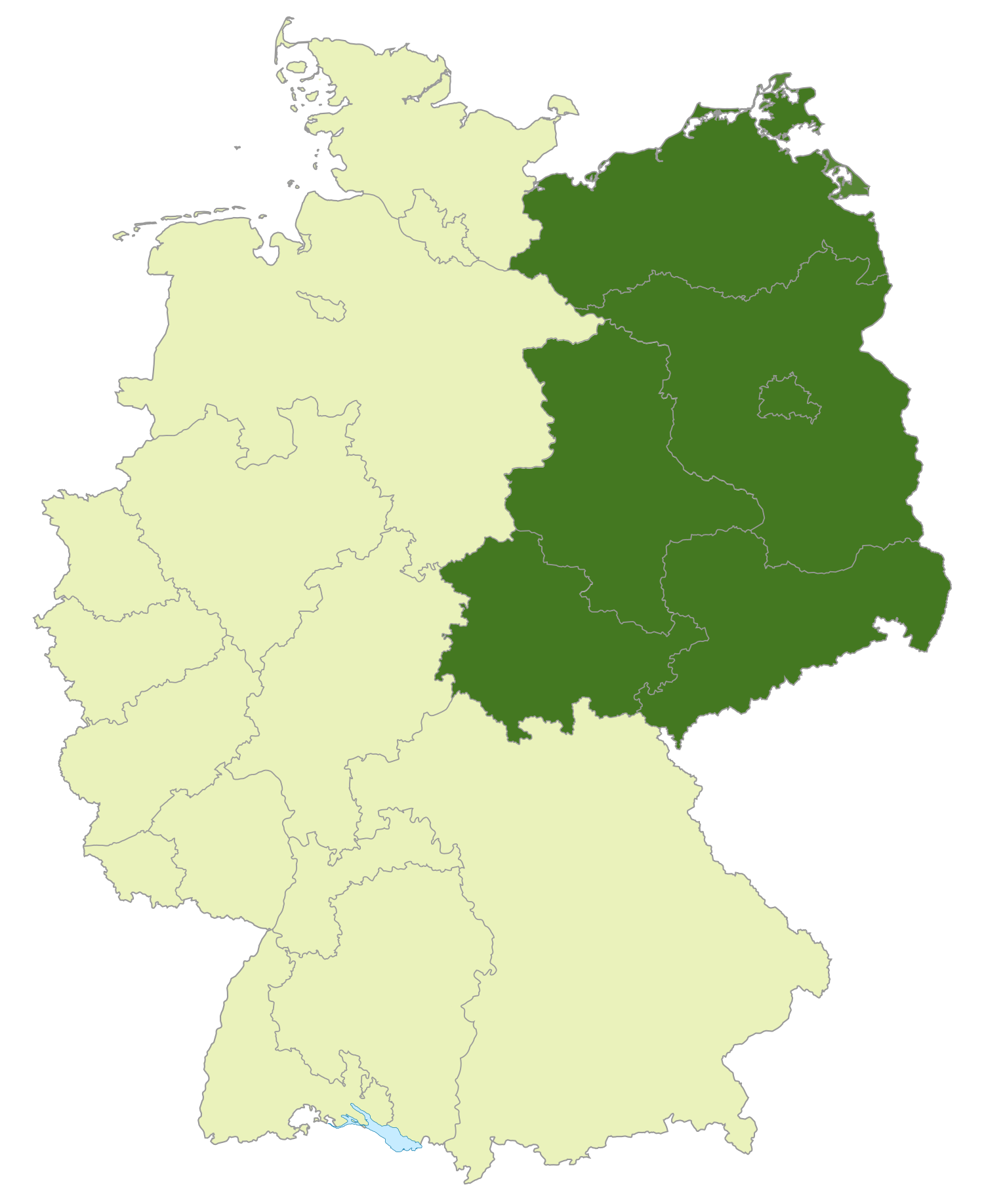
Regionalliga Nord-Est depuis 2012

La Regionalliga devint le niveau 4 du football allemand en vue de la saison 2008-2009, lorsque la DFB créé la 3. Liga.
À partir de la saison 2008-2009, les séries de Regionnaliga repoussent les Oberligen au 5e rang de la hiérarchie allemande.

## Composition
Cette série regroupe les clubs localisés dans les Länder suivants : 
- Berlin
- Brandebourg
- Mecklembourg-Poméranie-Occidentale
- Saxe
- Saxe-Anhalt
- Thuringe

Ce territoire correspond à l'ancienne Allemagne de l'Est (avec l'addition de Berlin-Ouest).

## Formule de la compétition
De la saison 2012-2013 à la saison 2017-2018, le premier de Regionalliga Nord-Est se qualifie pour un tournoi final à six équipes qui détermine les trois promus en 3. Liga. À partir de la saison 2018-2019, la formule varie entre les saisons : une saison sur 3, le champion est directement promu, la saison suivante il affronte le champion de Regionalliga Nord en barrages, la saison suivante il affronte le champion de Regionalliga Bavière.
Les clubs relégués descendent en NOFV-Oberliga, dans le groupe Nord ou Süd en fonction de leur localisation.

## Palmarès
Les équipes marquées en gras sont promues en 3. Liga.
| Année | Champions                | Vice-champions           |
| ----- | ------------------------ | ------------------------ |
| 2013  | RB Leipzig               | FC Carl Zeiss Iéna       |
| 2014  | TSG Neustrelitz          | 1. FC Magdebourg         |
| 2015  | 1. FC Magdebourg         | FSV Zwickau              |
| 2016  | FSV Zwickau              | Berliner AK 07           |
| 2017  | FC Carl Zeiss Iéna       | FC Energie Cottbus       |
| 2018  | FC Energie Cottbus       | FSV Wacker 90 Nordhausen |
| 2019  | Chemnitzer FC            | Berliner AK 07           |
| 2020  | 1. FC Lokomotive Leipzig | VSG Altglienicke         |
| 2021  | championnat interrompu   | championnat interrompu   |
| 2022  | BFC Dynamo               | FC Carl Zeiss Iéna       |
| 2023  | FC Energie Cottbus       | FC Carl Zeiss Iéna       |
| 2024  | FC Energie Cottbus       | Greifswalder FC          |

1. ↑  FC Viktoria 1889 Berlin est déclaré vainqueur et promu